# ملوین (آلاباما)
ملوین (به انگلیسی: Melvin) یک منطقهٔ مسکونی در ایالات متحده آمریکا است که در شهرستان چاکتاو، آلاباما واقع شده‌است. ملوین ۱۰۶٫۰۷ متر بالاتر از سطح دریا واقع شده‌است.